# Dias Omirzakov
Dias Omirzakov, né le 13 juillet 1992 à Chimkent, est un coureur cycliste kazakh. Il prend part à des épreuves sur route et sur piste.

## Biographie
Au mois de février 2016, il signe, tout comme son compatriote Artyom Zakharov, un contrat au sein de l'équipe WorldTour Astana.

## Palmarès sur route

### Par année
- 2011
  - 5e étape du Tour de Thaïlande
- 2012
  - 4e étape du Tour du Viêt Nam
- 2014
  - 7e étape du Tour de Guyane

### Classements mondiaux
| Année                                 | 2011 | 2012 | 2013 |
| ------------------------------------- | ---- | ---- | ---- |
| UCI Asia Tour                         | 154e | nc   | 242e |
|                                       |      |      |      |
| Légende : nc = non classéSource : UCI |      |      |      |

## Palmarès sur piste

### Championnats d'Asie
- Kuala Lumpur 2012
  -  Médaillé de bronze de la poursuite par équipes
- New Delhi 2013
  -  Médaillé d'argent de la poursuite
- Izu 2016
  -  Médaillé d'argent de la poursuite